# The Moment Before
The Moment Before è un film muto del 1916 diretto da Robert G. Vignola. La sceneggiatura di Hugh Ford si basa su The Moment of Death, lavoro teatrale di Israel Zangwill andato in scena a New York, al Wallack's Theatre di Broadway, il 23 ottobre 1900.

## Trama
L'anziano duca di Maldon resta ucciso in un incidente. Anche la duchessa resta ferita: mentre assiste in chiesa al sermone in ricordo del marito, le tornano alla mente tutti gli episodi salienti della sua vita. Quella che adesso è una dama dedita alla beneficenza, nella sua gioventù aveva infranto quasi ogni comandamento. Da giovane, in un campo di zingari, gli uomini si erano battuti per lei. Una delle zingare, che le ha letto la mano, le aveva annunciato che sarebbe diventa duchessa, avrebbe commesso un omicidio e sarebbe morta allo scoccare del mezzogiorno. Ricorda come John, il suo fidanzato zingaro, era stato colto in flagrante per bracconaggio nella tenuta del duca di Maldon e di come avesse conosciuto Harold, il figlio cadetto del duca, la pecora nera della famiglia che, per lei, aveva lasciato libero John e che poi l'aveva convinta a diventare domestica nella casa paterna.
Durante una lite tra i due figli del duca, lei colpisce il maggiore che si accascia. Nel frattempo, giunge nella residenza John, che viene a reclamare la moglie. Ma Madge si rifiuta di seguirlo al campo. Quando il figlio del duca si riprende, cerca di afferrare la domestica, ma interviene John che lo colpisce con un alare del camino, uccidendolo. Accusato dal padre di aver ucciso il fratello, Harold - che lo aveva colpito in precedenza - crede di essere lui l'omicida. Emigrato in Australia, il giovane aristocratico viene a sapere, anni dopo, della morte del duca e decide di ritornare in patria per prendere possesso della sua eredità. Si imbatte per caso in Madge e John. I due uomini ingaggiano un duello alla pistola. Harold sembra soccombere ma Madge, presa una pistola, spara al marito, uccidendolo. Insieme a Madge, Harold riparte per l'Inghilterra.
Tutta la storia si è ripresentata alla memoria di Madge morente mentre sta per esalare l'ultimo respiro.

## Produzione
Il film fu prodotto dalla Famous Players Film Company. Le riprese in esterni vennero girate in Florida.

## Distribuzione
Il copyright del film, richiesto dalla Famous Players Film Co., fu registrato il 15 aprile 1916 con il numero LU8082.
Distribuito negli Stati Uniti dalla Paramount Pictures, il film uscì nelle sale cinematografiche il 27 aprile 1916, presentato a New York il 30 aprile 1916.

### Conservazione
Copia completa della pellicola (circa 1.200 metri, positivo 35 mm in nitrato) è conservata negli archivi della Cineteca Nazionale di Roma.